# Archieparquía de Beirut de los maronitas
La archieparquía de Beirut de los maronitas (en latín: Archieparchia Berytensis Maronitarum y en árabe: أبرشية بيروت الكاثوليكية المارونية‎) es una circunscripción eclesiástica de la Iglesia católica en Líbano. Se trata de una archieparquía maronita inmediatamente sujeta al patriarcado de Antioquía de los maronitas. Desde el 15 de junio de 2019 su archieparca es Paul Abdel Sater.

## Territorio y organización
La archieparquía extiende su jurisdicción sobre los fieles de rito antioqueno maronita residentes en la gobernación de Beirut y los distritos de Baabda (en parte), Aley y el Chouf al norte del río Damour en la gobernación del Monte Líbano. La eparquía está dentro del territorio propio del patriarcado de Antioquía de los maronitas.
Los límites fijados en 1736 son: al norte del río Beirut hasta el valle donde corre hasta el distrito del Metn, y al este desde el distrito del Metn hasta el manantial de Safa, y antes del manantial del Safa y su curso hasta su desembocadura en Damour, y al oeste desde Damour hasta el río Beirut. Esto incluía Aley, Baabda y el sector norte del distrito del Chouf desde la ciudad costera de Damour a Khaldah. Sin embargo, los límites del norte de la archieparquía de Beirut y los límites del sur de la archieparquía de Antelias (antes parte de la archieparquía de Chipre) se superponen. Hay ciudades y pueblos sujetos a ambas diócesis que rompen la línea fronteriza demarcada, y la razón es una disputa entre los príncipes chiitas de Beit Kedibeh y Beit Murad sobre algunas aldeas de Metn. Un acuerdo estipuló que las ciudades pertenecientes a Beit Kedbih deben estar adscritas a la archieparquía de Antelias y las ciudades de Beit Mourad a la de Beirut. De esta manera Beit Mery pertenece a Beirut, y Broumana a Antelias. Del mismo modo, Naria, Shabania, Hammana y sus alrededores están sujetos a Antelias, mientras que Falougha, Abbadia, Kornayel, etc., a Beirut.
La sede de la archieparquía se encuentra en el barrio de Achrafieh en la ciudad de Beirut, en donde se halla la Catedral de San Jorge.
En 2020 en la archieparquía existían 129 parroquias.

## Historia
La presencia de una importante comunidad maronita en Beirut se remonta a la época de las Cruzadas, como lo atestiguó Guillermo de Tiro. Con la partida de los cruzados, la comunidad inevitablemente tuvo que disminuir. El primer obispo conocido fue Youssef, mencionado en 1577 en los Anales del patriarca Stefano Douayhy. Sin embargo, la cronología de los obispos maronitas de Beirut para el pasado es demasiado defectuosa para poder decir con certeza que Youssef fue el primero.
Después de él pasó al menos un siglo antes de encontrar el nombre de otro obispo, Youssef de Damasco (as-Sami, 1691). Desde ese momento, la serie episcopal es regular e ininterrumpida hasta hoy. Merece una mención especial Abdallah Qara'ali, fundador de la Orden Maronita Libanesa, un reconocido jurista, que jugó un papel importante en el sínodo maronita del Monte Líbano en 1736. 
La Iglesia maronita no estaba dividida en diócesis hasta que el 30 de septiembre de 1736 en el sínodo del Monte Líbano en el monasterio de Nuestra Señora en Louaizeh se decidió —siguiendo las decisiones del Concilio de Trento (1545-1563)— la erección canónica de 8 diócesis con límites definidos, cada una con un obispo residente y con autoridad ordinaria. Una de esas diócesis fue la eparquía de Beirut, cuya jurisdicción inicial fue fijada como:

VII. Beryti; hujus jurisdictio extenditur a Beryto usque ad Mathanam, et Giordam, et Algarbam, et Sciacharam Mathanae, et usque ad Pontem Fluvii Cadi, seu Tamyris.

La bula Apostolica praedecessorum del 14 de febrero de 1742 del papa Benedicto XIV, confirmó la decisión sinodal de subdividir el patriarcado en diócesis, su número y su extensión territorial. Sin embargo, el sínodo acordó que las diócesis no serían asignadas hasta que el número de obispos se redujera hasta 8, lo cual se puso en práctica durante el patriarcado de Youssef VIII Hobaish (1823-1845).
La residencia de los obispos no era la ciudad, sino el monasterio de San Juan de Qataleh. Solo a partir de Pedro Abu Karam los obispos comenzaron a residir permanentemente en Beirut. Esto favoreció el desarrollo de la comunidad maronita, que en pocos años (1850-1870) pasó de 3000 a 15 000 fieles.
El obispo Toubia Aoun tuvo dificultades para tomar posesión de su sede debido a la oposición de una parte de la población maronita, que reclamó a un candidato que aspiraba a ser obispo de Beirut, Nicolas Murad, quien finalmente se convenció de abandonar su proyecto. Aoun finalmente tomó posesión de la sede el 10 de junio de 1847. Fue él quien inició la construcción del palacio archiepiscopal, que fue completado por su sucesor Yusuf Dibs. Reconstruyó la catedral de San Jorge, en las formas en que se encuentra hoy, y abrió un seminario menor.
El obispo Pierre Chebly, formado en Francia, en donde había pasado la mayor parte de su juventud, fue exiliado por los turcos a Adana durante la Primera Guerra Mundial, donde murió.

## Estadísticas
Según el Anuario Pontificio 2021 la archieparquía tenía a fines de 2020 un total de 280 000 fieles bautizados.
| Año                                                                             | Población            | Población | Población      | Sacerdotes | Sacerdotes    | Sacerdotes    | Bautizados por sacerdote | Diáconos permanentes | Religiosos | Religiosos | Parroquias |
| Año                                                                             | Bautizados católicos | Total     | % de católicos | Total      | Clero secular | Clero regular | Bautizados por sacerdote | Diáconos permanentes | Varones    | Mujeres    | Parroquias |
| ------------------------------------------------------------------------------- | -------------------- | --------- | -------------- | ---------- | ------------- | ------------- | ------------------------ | -------------------- | ---------- | ---------- | ---------- |
| 1950                                                                            | 130 000              | 400 000   | 32.5           | 129        | 129           |               | 1007                     |                      | 80         | 40         | 120        |
| 1959                                                                            | 155 000              | 495 000   | 31.3           | 143        | 121           | 22            | 1083                     |                      | 118        | 174        | 112        |
| 1970                                                                            | 175 000              | 1 200 000 | 14.6           | 166        | 112           | 54            | 1054                     |                      | 54         | 197        | 112        |
| 1980                                                                            | 214 422              | ?         | ?              | 165        | 93            | 72            | 1299                     |                      | 75         | 168        | 116        |
| 1990                                                                            | 250 000              | ?         | ?              | 126        | 91            | 35            | 1984                     |                      | 35         | 175        | 116        |
| 1999                                                                            | 200 000              | ?         | ?              | 135        | 104           | 31            | 1481                     | 1                    | 31         | 160        | 121        |
| 2000                                                                            | 200 000              | ?         | ?              | 129        | 97            | 32            | 1550                     | 1                    | 83         | 165        | 127        |
| 2001                                                                            | 200 000              | ?         | ?              | 146        | 97            | 49            | 1369                     |                      | 49         | 165        | 122        |
| 2002                                                                            | 218 252              | ?         | ?              | 163        | 115           | 48            | 1338                     |                      | 48         | 155        | 124        |
| 2003                                                                            | 236 235              | ?         | ?              | 162        | 115           | 47            | 1458                     | 1                    | 47         | 177        | 125        |
| 2004                                                                            | 236 000              | ?         | ?              | 165        | 114           | 51            | 1430                     |                      | 51         | 175        | 124        |
| 2006                                                                            | 240 000              | ?         | ?              | 163        | 131           | 32            | 1472                     |                      | 32         | 169        | 127        |
| 2009                                                                            | 237 536              | ?         | ?              | 156        | 126           | 30            | 1522                     |                      | 30         | 169        | 127        |
| 2012                                                                            | 232 000              | ?         | ?              | 163        | 128           | 35            | 1423                     |                      | 35         | 169        | 127        |
| 2015                                                                            | 223 000              | ?         | ?              | 149        | 126           | 23            | 1496                     |                      | 23         | 169        | 129        |
| 2018                                                                            | 281 000              | ?         | ?              | 152        | 119           | 33            | 1848                     | 1                    | 33         | ?          | 129        |
| 2020                                                                            | 280 000              | ?         | ?              | 163        | 130           | 33            | 1717                     | 1                    | 33         | ?          | 129        |
| Fuente: Catholic-Hierarchy, que a su vez toma los datos del Anuario Pontificio. |                      |           |                |            |               |               |                          |                      |            |            |            |

## Episcopologio
- Youssef † (1577-?)
- Youssef as-Sami † (27 de enero de 1691-1698 renunció)
- Georges Khairallah Istifan † (1698-1716 renunció)
- Abdallah Qara'ali (Aqraoli), O.L.M. † (17 de septiembre de 1716 consagrado-6 de enero de 1742 falleció)
- Youhanna Estephan (Istifan) † (1743-1754 renunció)
- Youssef Estephan † (1754-6 de abril de 1767 confirmado patriarca de Antioquía)
- Atanasio Aelcheniei † (1768-1778 falleció)
- Michael Fadel † (1779[nota 1] -20 de septiembre de 1793 elegido patriarca de Antioquía)
  - Geremia Najim † (11 de noviembre de 1779-8 de junio de 1802 falleció)
- Michael Fadel II † (27 de junio de 1796 confirmado[8] -2 de junio de 1819 falleció)
- Peter Abu Karam † (28 de noviembre de 1819-15 de enero de 1844 falleció)
- Toubia Aoun † (31 de diciembre de 1844-4 de abril de 1871 falleció)[nota 2]
- Yusuf Dibs † (11 de febrero de 1872-4 de octubre de 1907 falleció)
- Pierre Chebly (Sebly) † (14 de febrero de 1908-30 de mayo de 1917 falleció)
- Ignace Mobarak † (23 de febrero de 1919-20 de enero de 1952 renunció)
- Ignace Ziadé † (26 de enero de 1952-4 de abril de 1986 retirado)
- Khalil Abi-Nader † (4 de abril de 1986-8 de junio de 1996 retirado)
- Paul Youssef Matar (8 de junio de 1996-15 de junio de 2019 retirado)
- Paul Abdel Sater, desde el 15 de junio de 2019